# Wojska drogowe
Wojska drogowe – wojska  przeznaczone do odbudowy, remontu, budowy oraz eksploatacji dróg, a także do pełnienia służby regulacji ruchu na drogach.
Wojska drogowe składają się oddziałów i pododdziałów regulacji ruchu i ochrony dróg.

## Jednostki w Polsce
- 1 Batalion Drogowo-Mostowy w Dęblinie
- 1 Pułk Drogowo-Mostowy w Dęblinie
- 3 Włocławski Pułk Drogowo-Mostowy w Chełmnie
- 2 Inowrocławski Pułk Komunikacyjny im. gen. Jakuba Jasińskiego